# Tipuloidea
Una típula es cualquier miembro de la superfamilia de dípteros Tipuloidea, que contiene las familias vivientes Cylindrotomidae, Limoniidae, Pediciidae y Tipulidae, así como varias familias extintas. Las "típulas de invierno", miembros de la familia Trichoceridae, son suficientemente diferentes de las típulas típicas de Tipuloidea como para ser excluidas de la superfamilia Tipuloidea, y se colocan como su grupo hermano dentro de Tipulomorpha.
La clasificación de las típulas ha variado en el pasado, con algunas o todas estas familias tratadas como subfamilias, pero la siguiente clasificación es actualmente aceptada. (Los recuentos de especies son aproximados y varían con el tiempo).
Infraorden Tipulomorpha
Superfamilia Tipuloidea (Típulas típicas)
Familia Cylindrotomidae (Típulas cilindrotómidas o de cuerpo largo, 67 especies)
Familia Limoniidae (Típulas limoníidas, 10.786 especies, posiblemente parafiléticas)
Familia Pediciidae (Típulas de ojos peludos, 498 especies)
Familia Tipulidae (Grandes típulas, 4.351 especies)
Familia Trichoceridae (Típulas de invierno)
En el habla coloquial, las típulas son conocidas como mosquitos gigantes o "come-mosquitos", aunque en realidad no se alimentan de mosquitos adultos u otros insectos. También se les llama a veces "patas largas", un nombre que también se utiliza para arácnidos de la familia Pholcidae y el orden Opiliones. Las larvas de las típulas son comúnmente conocidas como "cuero vivo".
Las típulas aparecieron por primera vez durante el Triásico Medio, hace alrededor de 245 millones de años, lo que las convierte en uno de los grupos de moscas más antiguos conocidos, y se encuentran en todo el mundo, aunque las especies individuales suelen tener rangos limitados. Son más diversas en los trópicos, pero también son comunes en latitudes septentrionales y altas elevaciones.
Más de 15.500 especies y más de 500 géneros de típulas han sido descritos, la mayoría por Charles Paul Alexander, quien publicó descripciones de 10.890 nuevas especies y subespecies, y 256 nuevos géneros y subgéneros durante un período de 71 años, desde 1910 hasta 1981.

## Descripción

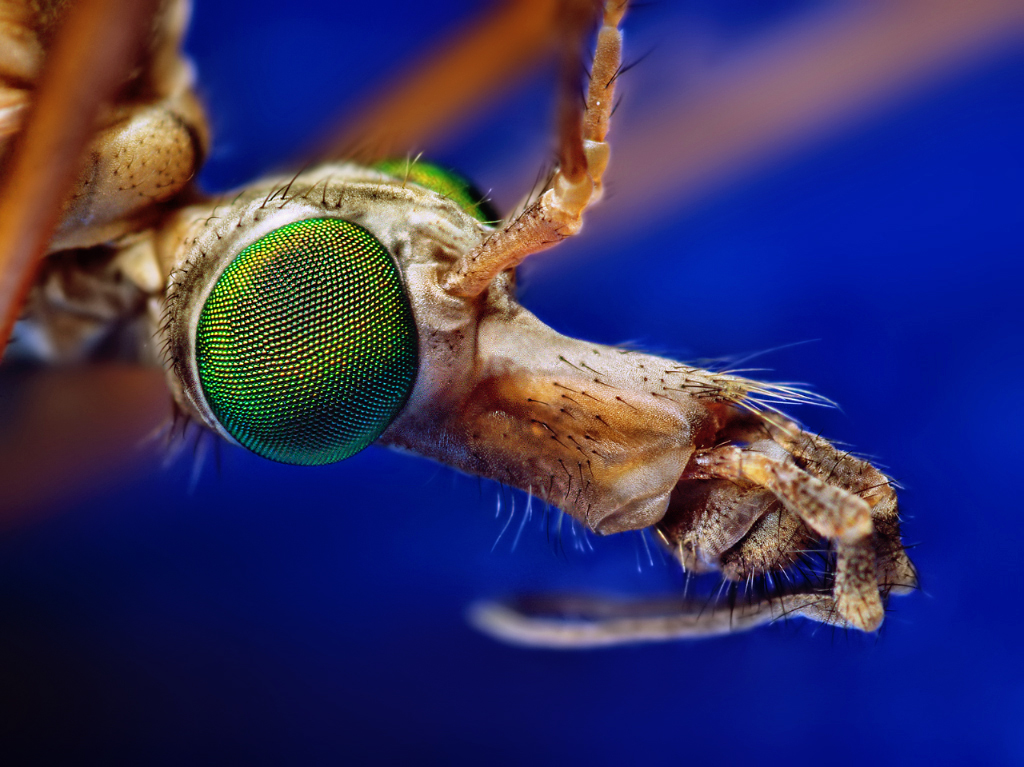
Cabeza de un Tipula sp.

### Resumen
Una típica adulta, que se asemeja a un macho de mosquito de gran tamaño, generalmente tiene un cuerpo esbelto y patas largas, similares a zancos, que son deciduas y se desprenden fácilmente del cuerpo. Al igual que otros insectos, sus alas están marcadas con patrones de interferencia que varían entre especies, por lo que son útiles para la identificación de especies. Se encuentran en ambientes templados y húmedos, como vegetación cercana a lagos y arroyos. Generalmente no se alimentan, pero algunas especies consumen néctar, polen y/o agua.
La envergadura es generalmente de aproximadamente 1 a 6,5 cm (0,4 a 2,6 plg), aunque algunas especies de Holorusia pueden alcanzar 11 cm (4,3 plg). Las antenas tienen hasta 19 segmentos. También se caracterizan por una sutura en forma de V en la parte posterior del tórax (mesonoto) y por la venación de sus alas. El rostro es largo y en algunas especies tan largo como la cabeza y el tórax juntos.
Las larvas se encuentran en diversos hábitats, incluyendo pantanos, manantiales, madera en descomposición, suelo húmedo, hojarasca, hongos, nidos de vertebrados y vegetación. Generalmente se alimentan de materia vegetal en descomposición y microbios asociados con esta, pero algunas especies se alimentan de plantas vivas, hongos u otros invertebrados.

### Formal

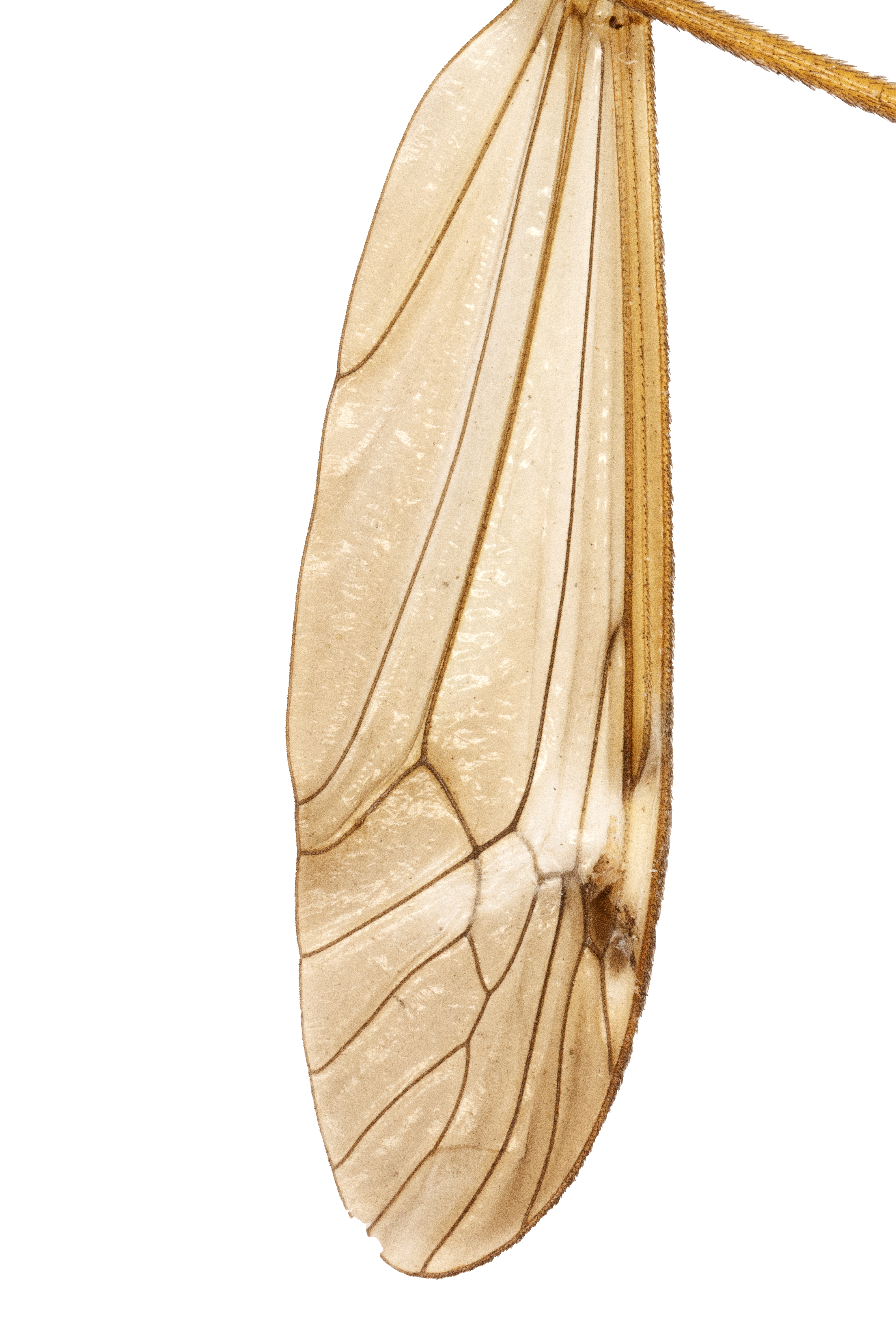
Ala de una típula

Los Tipuloidea son moscas de tamaño mediano a grande (0,3-1,4 plg) con patas, alas y abdomen alargados. Su color es amarillo, marrón o gris. Carecen de ocelos. El rostro (un hocico) es corto a muy corto con una punta en forma de pico llamada nasus (rara vez ausente). El segmento apical de los palpos maxilares es flageliforme (similar a un látigo) y mucho más largo que el segmento subapical. Las antenas tienen 13 segmentos (excepcionalmente 14–19). Estas son verticiladas, serradas o ctenidiales (en forma de peine). Hay una sutura en forma de V distintiva entre el prescutum y el scutum mesonotales (cerca del nivel de las bases de las alas). Las alas son monocromáticas, con rayas longitudinales o jaspeadas. En las hembras, las alas a veces son rudimentarias. La vena subcostal (Sc) se une a través de Sc2 con la vena radial; Sc1 es, como mucho, un pequeño muñón. Hay cuatro, raramente (cuando R2 está reducida) tres ramas de la vena radial que se fusionan en el margen alar. La celda discoidal del ala suele estar presente. El ala tiene dos venas anales. El esternito 9 de los genitales masculinos tiene, con pocas excepciones, dos pares de apéndices. A veces, también están presentes apéndices en el esternito 8. El ovipositor femenino tiene válvulas esclerotizadas y los cercos tienen un margen inferior liso o dentado. Las válvulas a veces se modifican en cerdas gruesas o dientes cortos.
La larva es alargada, generalmente cilíndrica. Los dos tercios posteriores de la cápsula cefálica están encerrados o retraídos dentro del segmento protorácico. La larva es metapneústica (con solo un par de espiráculos, estos en el segmento anal del abdomen), pero a menudo con espiráculos laterales vestigiales (raramente ápneústica). La cápsula cefálica está esclerotizada anteriormente y profundamente incisa ventralmente y a menudo dorsolateralmente. Las mandíbulas son opuestas y se mueven en el plano horizontal u oblicuo. Los segmentos abdominales tienen pliegues transversales de locomoción. Los segmentos terminales del abdomen son glabros, a menudo parcialmente esclerotizados y con espiráculos posteriores. El disco espiracular suele estar rodeado de proyecciones en forma de lóbulos y papilas o lóbulos anales.

## Biología
Los adultos tienen una vida útil de 10 a 15 días. La hembra adulta generalmente contiene huevos maduros cuando emerge de su pupa, y a menudo se aparea inmediatamente si hay un macho disponible. Los machos también buscan hembras caminando o volando. La cópula dura desde unos minutos hasta horas y puede realizarse en vuelo. La hembra inmediatamente ovipone, generalmente en suelo húmedo o tapetes de algas. Algunas ponen huevos en la superficie de una masa de agua o en suelos secos, y según se informa, algunas simplemente los dejan caer en vuelo. La mayoría de los huevos de típulas son de color negro. A menudo tienen un filamento, que puede ayudar a anclar el huevo en ambientes húmedos o acuáticos.
Las larvas de típulas (cuero vivo) se han observado en muchos tipos de hábitats tanto en tierra seca como en agua, incluyendo ambientes marinos, salobres y de agua dulce. Son de forma cilíndrica, pero se estrechan hacia el extremo frontal, y la cápsula cefálica a menudo está retraída en el tórax. El abdomen puede ser liso, cubierto de pelos o tachonado de proyecciones o manchas en forma de protuberancias. Las proyecciones pueden ocurrir alrededor de los espiráculos. Las larvas pueden comer algas, microflora y materia vegetal viva o en descomposición, incluida la madera. Algunas son depredadoras.

## Ecología

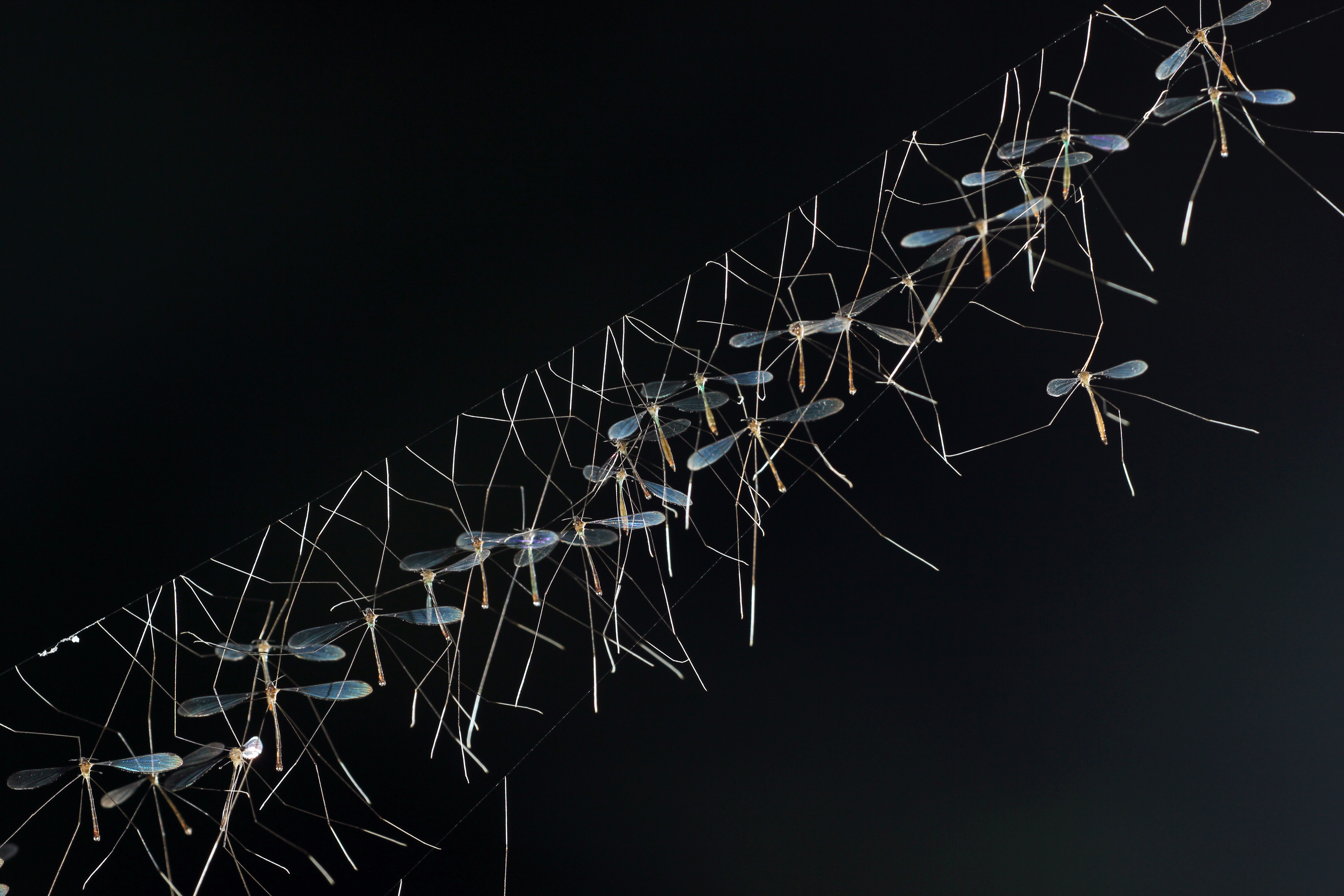
Una colección de típulas

Los hábitats larvales incluyen todo tipo de ambientes de agua dulce y semiaquáticos. Algunos Tipuloidea, incluyendo Dolichopeza, se encuentran en cojines húmedos a mojados de musgos o hepáticas. Las especies de Ctenophora se encuentran en madera en descomposición o troncos empapados. Las larvas de Nephrotoma y Tipula se encuentran en suelos secos de pastizales, céspedes y estepas. Las larvas de Tipuloidea también se encuentran en tierra y lodo ricos en materia orgánica, en zonas húmedas de bosques donde el humus está saturado, en hojarasca o lodo, materiales vegetales en descomposición o frutas en diversas etapas de putrefacción.
Las larvas pueden ser importantes en el ecosistema del suelo, porque procesan materia orgánica y aumentan la actividad microbiana. Las larvas y los adultos también son presas valiosas para muchos animales, incluyendo insectos, arañas, peces, anfibios, aves y mamíferos.
Las típulas adultas pueden ser utilizadas para el transporte por especies acuáticas de la familia de ácaros Ascidae. Esto se conoce como forésia.

## Estado de plaga

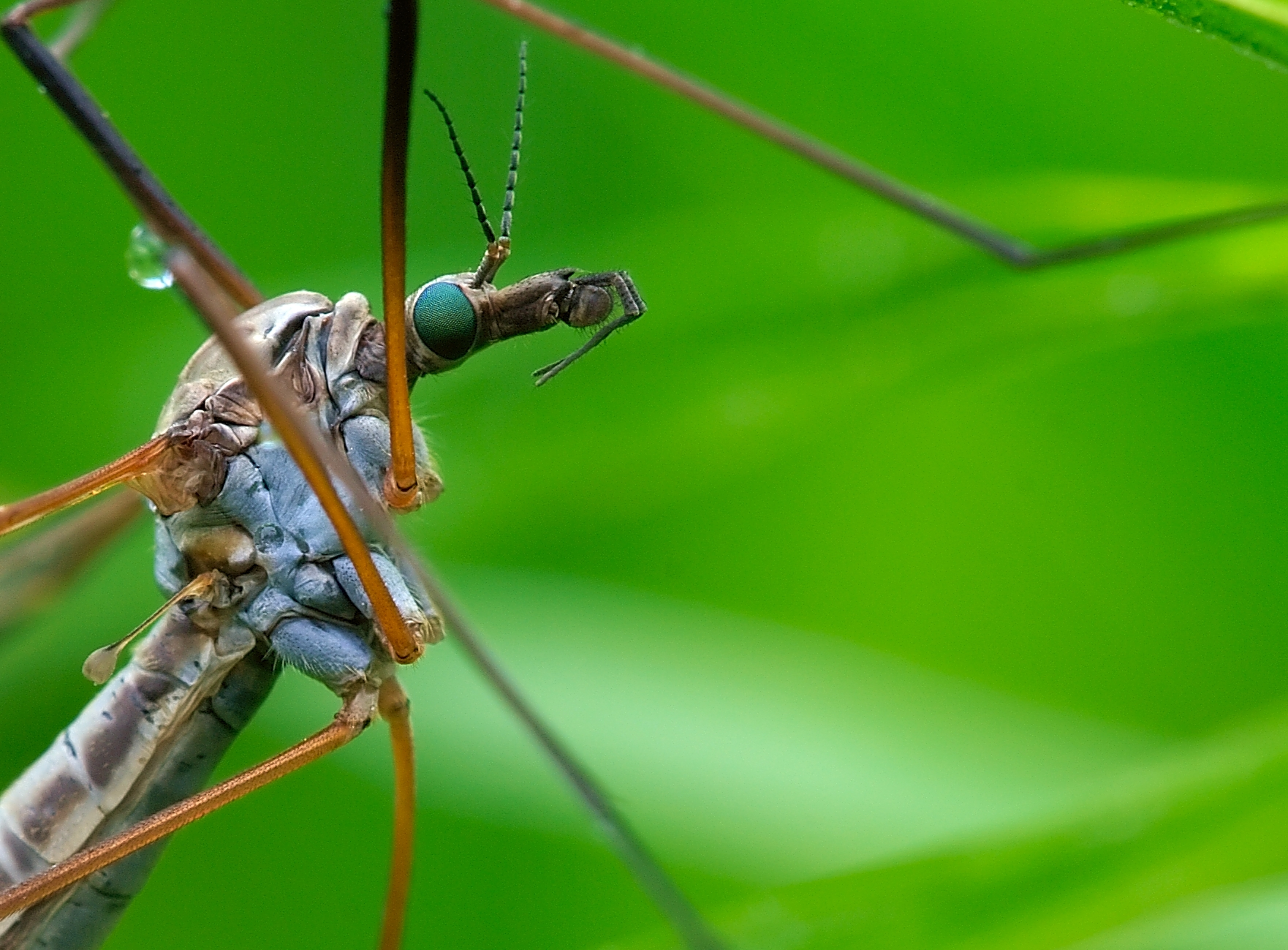
El tórax de una típula

Algunos miembros del género de típulas Tipula, como la típula europea, Tipula paludosa, y la típula de los pantanos, T. oleracea, son plagas agrícolas en Europa. Las larvas de estas especies viven en las capas superiores del suelo, donde se alimentan de las raíces, pelos radiculares, corona y, a veces, de las hojas de los cultivos, atrofiando su crecimiento o matando las plantas. Son plagas en una variedad de cultivos. Desde finales del siglo XX, T. paludosa y T. oleracea se han vuelto invasoras en los Estados Unidos. Las larvas se han observado en muchos cultivos, incluyendo vegetales, frutas, cereales, pastizales, césped y plantas ornamentales.
En 1935, Lord's Cricket Ground en Londres fue uno de los lugares afectados por las típulas. Varios miles fueron recolectadas por el personal de campo y quemadas, porque causaron calvas en el campo de cricket y el campo tuvo un giro inusual durante gran parte de la temporada.

## Filogenética

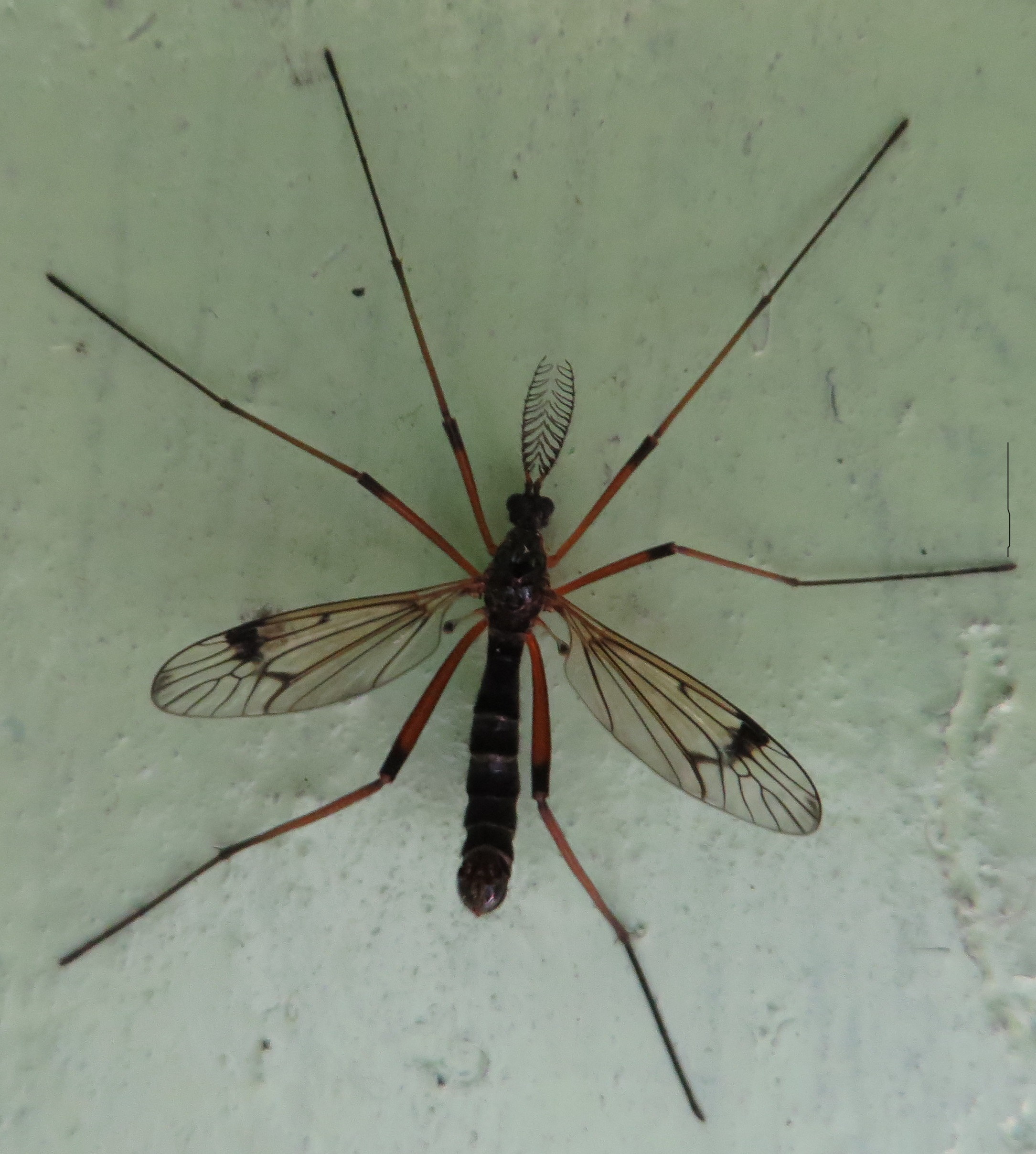
Tipulidae con antenas grandes

La posición filogenética de Tipuloidea sigue siendo incierta. El punto de vista clásico de que son una rama temprana de los dípteros—quizás (con los Trichoceridae) el grupo hermano de todos los demás dípteros—está dando paso a opiniones modernas de que son más derivados. Esto se debe a la evidencia de estudios moleculares, que es consistente con los caracteres larvales más derivados similares a los de los dípteros "superiores". Los Pediciidae y Tipulidae son grupos hermanos (los "limoníidos" son un clado parafilético). Específicamente, Limoniidae ha sido tratada recientemente por numerosos autores al rango de familia, pero análisis filogenéticos posteriores revelaron que los grupos restantes de tipúlidos hacen que el grupo sea parafilético. Los Cylindrotomidae parecen ser un grupo relicto que estaba mucho mejor representado en el Terciario. Tipulidae probablemente evolucionó de ancestros en el Jurásico Superior, los Architipulidae, y representantes de los Limoniidae son conocidos desde el Triásico Superior.

## Nombres comunes
Numerosos nombres comunes se han aplicado a las típulas. Muchos de los nombres son más o menos regionales en los EE. UU., incluyendo "mosquito gigante", "come-mosquitos" y otros. También se les conoce como "patas largas" en países de habla inglesa fuera de los EE. UU., no debe confundirse con los usos estadounidenses de "patas largas" que se refieren a arácnidos del orden Opiliones o la familia Pholcidae. Las larvas de las típulas son comúnmente conocidas como "cuero vivo".
También se les conoce como Jenny long legs en Escocia. En Irlanda, generalmente se les llama 'patas largas' en inglés, mientras que en irlandés se les conoce comúnmente como Pilib an Gheataire, que significa "Felipe el Delgado".

## Conceptos erróneos
Existe una duradera leyenda urbana de que las típulas son los insectos más venenosos del mundo; sin embargo, no tienen veneno ni la capacidad de morder. El mito probablemente surgió debido a que se les confunde con la araña de rincón ya que también se les llama informalmente "patas largas", y aunque el arácnido posee veneno, no es especialmente potente.
A pesar de las creencias ampliamente sostenidas de que las típulas adultas (o "mosquitos gigantes") depredan poblaciones de mosquitos, la típica adulta es anatómicamente incapaz de matar o consumir otros insectos. Aunque los adultos de algunas especies pueden alimentarse de néctar, los adultos de muchas especies tienen vidas tan cortas que no comen en absoluto.